# Христо Тотев (политик)
Вижте пояснителната страница за други личности с името Христо Тотев.
Христо Николов Тотев е български политик от ДПС.

## Биография
През 1969 година завършва ВИИ „Карл Маркс“ (УНСС в София). От 1971 до 1974 година е съветник в „Софтпроект“, а от 1981 до 1984 е съветник в Куба. Между 1975 и 1981 е асистент във ВИИ. В периода 1986 – 1991 година е заместник генерален директор и генерален директор на „Главпроект“. През 1991 е назначен за заместник-министър на културата, а от 1992 до 1994 е министър на териториалното развитие и строителството. През 1994 става преподавател в УНСС.